# 兵庫県道・京都府道11号香美久美浜線
兵庫県道・京都府道11号香美久美浜線（ひょうごけんどう・きょうとふどう11ごうかみくみはません）は、兵庫県美方郡香美町香住区から京都府京丹後市久美浜町に至る主要地方道（兵庫県道・京都府道）である。

## 概要

### 路線データ
- 起点：兵庫県美方郡香美町香住区香住（油良口交差点、国道178号交点）
- 終点：京都府京丹後市久美浜町十楽（十楽交差点、国道178号交点）
- 主な経由地 :兵庫県豊岡市
- 路線延長：28.748 km

## 歴史

### 年表
- 1964年（昭和39年）12月28日 - 建設省（現・国土交通省）が主要地方道香住久美浜線を指定。
- 1965年（昭和40年）7月1日 - 豊岡市瀬戸 - 城崎郡竹野町の区間が但馬海岸道路として併用開始する。
- 1966年（昭和41年）2月1日 - 兵庫県が主要地方道11号香住久美浜線を認定。
  - 整理番号11は主要地方道明石飾磨相生線に使われていた番号で、1956年に大部分が国道250号に昇格されたことから1966年に廃止された。
- 1967年（昭和42年）2月10日 - 京都府が主要地方道48号香住久美浜線を認定。
- 1972年（昭和47年）12月1日 - 城崎郡竹野町から城崎郡香住町の区間が第二但馬海岸道路として併用開始する。
- 1993年（平成5年）5月11日 - 建設省から、府県道香住久美浜線が香住久美浜線として主要地方道に再指定される[2]。
- 1994年（平成6年）4月1日 - 兵庫県道11号・京都府道11号香住久美浜線となる。
- 1995年（平成7年）7月1日 - 但馬海岸道路・第二但馬海岸道路が無料化される。
- 2006年（平成18年）4月1日 - 兵庫県道11号・京都府道11号香美久美浜線へ改称。

## 路線状況

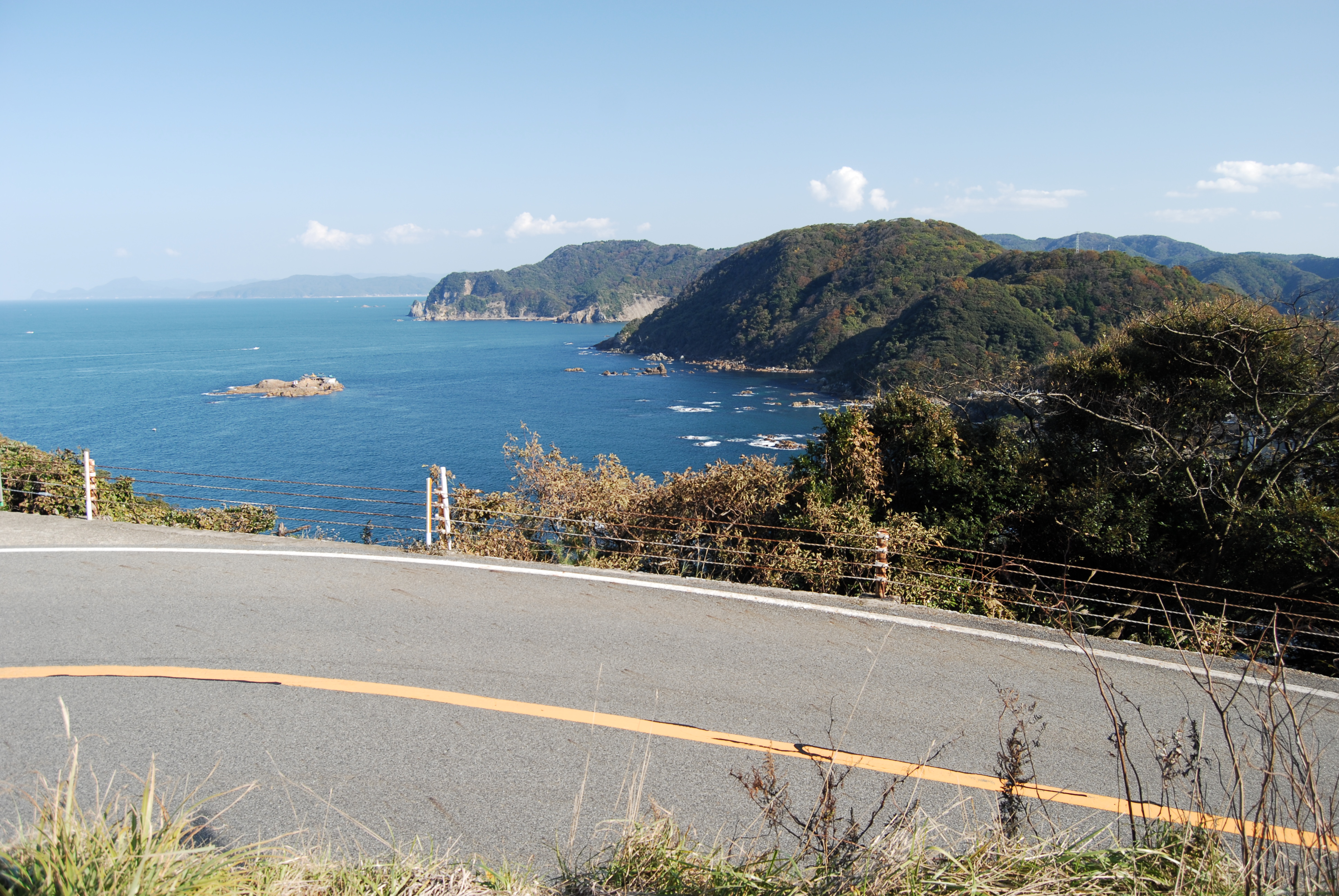
豊岡海中公園より但馬海岸道路と日和山海岸（2009年11月撮影）

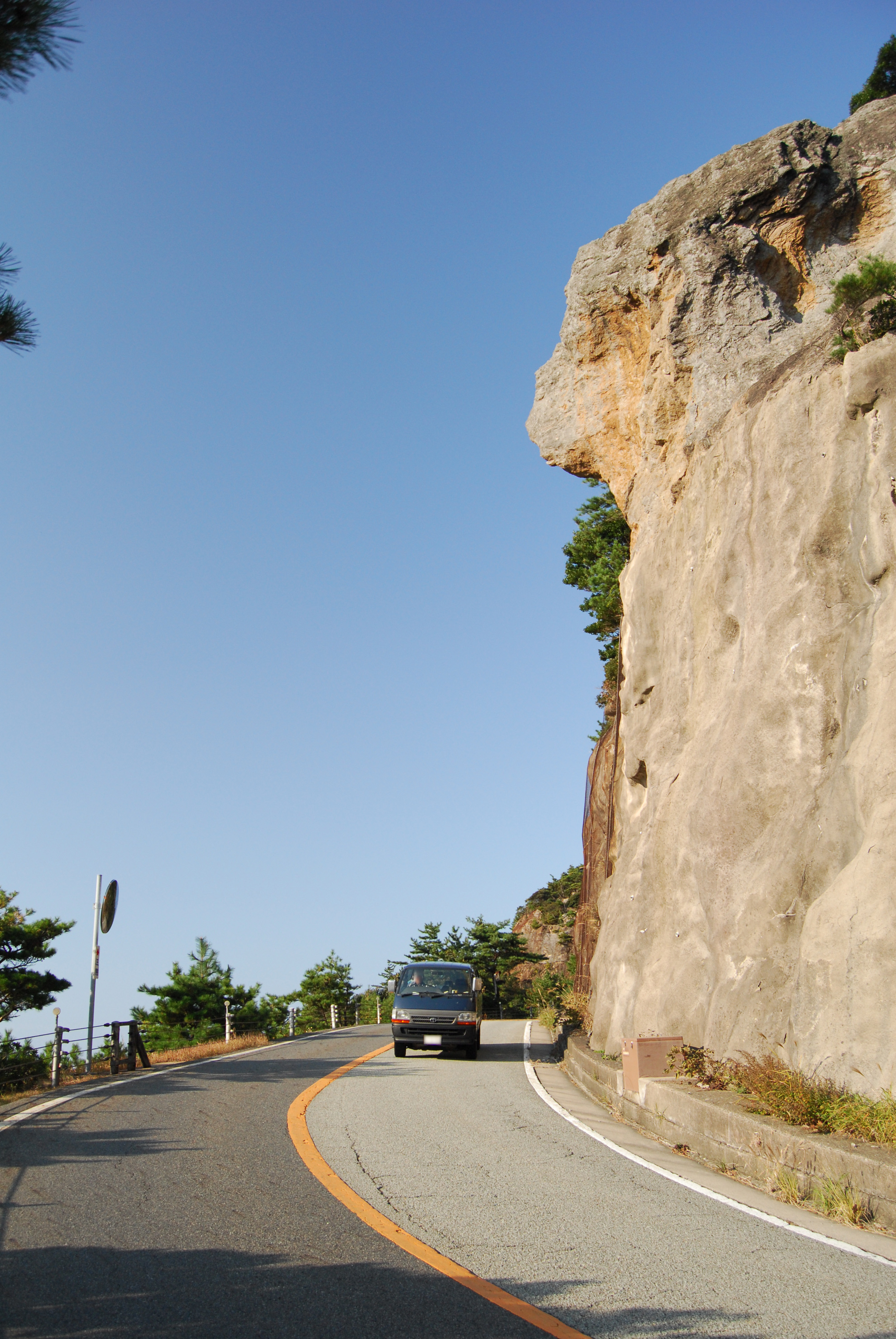
但馬海岸道路

### 但馬海岸道路・第二但馬海岸道路
豊岡市瀬戸から城崎郡香住町（当時）の区間は、かつて、兵庫県道路公社が維持・管理を行っていた但馬海岸道路、第二但馬海岸道路という有料道路であった。通行料は、両区間とも普通車 200円であった。大部分が日本海に面し、山陰海岸の景色を眺めながら走ることができる。料金徴収期間の終了により無料開放された。

但馬海岸道路は、豊岡市瀬戸から同市竹野町の海岸線を通る延長9.9 kmの区間である。1962年9月、自衛隊により完成し、1965年7月1日に併用を開始した。これにより交通手段が船か狭い歩道しかなく陸の孤島となっていた集落の交通手段が確保された。事業費は2億3000万円であった。

第二但馬海岸道路は、豊岡市竹野町から美方郡香美町香住区の海岸線を通る延長8.9 kmの区間である。事業費は9億3000万円で、1972年12月1日に併用を開始した。

### 重複区間
- 兵庫県道3号豊岡瀬戸線（豊岡市瀬戸・瀬戸交差点 - 豊岡市小島）
- 京都府道・兵庫県道122号久美浜気比線（京丹後市久美浜町・須地交差点 - 京丹後市久美浜町土居・土居交差点）

## 地理

### 通過する自治体
- 兵庫県
  - 美方郡香美町
  - 豊岡市
- 京都府
  - 京丹後市

### 交差する道路
| 交差する道路                                                                  | 都道府県名 | 市町村名 | 市町村名 | 交差する場所     | 交差する場所                 |
| ----------------------------------------------------------------------------- | ---------- | -------- | -------- | ---------------- | ---------------------------- |
| E9 山陰近畿自動車道 国道178号 重複 兵庫県道4号香住村岡線                      | 兵庫県     | 美方郡   | 香美町   | 香住区香住       | 油良口交差点 / 起点 2 香住IC |
| 兵庫県道164号香住港線                                                         | 兵庫県     | 美方郡   | 香美町   | 香住区境         | 一本松南交差点               |
| 兵庫県道163号柴山停車場線                                                     | 兵庫県     | 美方郡   | 香美町   | 香住区浦上       |                              |
| 香美町道佐津下岡線                                                            | 兵庫県     | 美方郡   | 香美町   | 香住区無南垣（） | 佐津交差点                   |
| 兵庫県道1号日高竹野線                                                         | 兵庫県     | 豊岡市   | 豊岡市   | 竹野町竹野       | 竹野交差点                   |
| 兵庫県道9号豊岡竹野線                                                         | 兵庫県     | 豊岡市   | 豊岡市   | 竹野町竹野       |                              |
| 兵庫県道3号豊岡瀬戸線 重複区間起点 兵庫県道159号津居山港線                    | 兵庫県     | 豊岡市   | 豊岡市   | 瀬戸             | 瀬戸交差点                   |
| 兵庫県道3号豊岡瀬戸線 重複区間終点                                            | 兵庫県     | 豊岡市   | 豊岡市   | 小島（）         |                              |
| 京都府道・兵庫県道122号久美浜気比線                                           | 兵庫県     | 豊岡市   | 豊岡市   | 気比（）         |                              |
| 兵庫県道9号豊岡竹野線                                                         | 兵庫県     | 豊岡市   | 豊岡市   | 畑上（）         |                              |
| 京都府道49号久美浜湊宮浦明線 京都府道・兵庫県道122号久美浜気比線 重複区間起点 | 京都府     | 京丹後市 | 京丹後市 | 久美浜町         | 須地（）交差点               |
| 京都府道・兵庫県道122号久美浜気比線 重複区間終点                              | 京都府     | 京丹後市 | 京丹後市 | 久美浜町土居     |                              |
| 国道178号                                                                     | 京都府     | 京丹後市 | 京丹後市 | 久美浜町十楽（） | 十楽交差点 / 終点            |